# Annalies Kalma
Annalies Kalma (* 6. Dezember 2003 in Hastings) ist eine neuseeländische Leichtathletin, die sich auf den Sprint spezialisiert hat.

## Sportliche Laufbahn
Erste internationale Erfahrungen sammelte Annalies Kalma, die seit 2022 an der University of Nevada, Reno in den Vereinigten Staaten studiert bei den World University Games 2025 in Bochum, bei denen sie mit 53,63 s im Halbfinale im 400-Meter-Lauf ausschied und mit der neuseeländischen 4-mal-400-Meter-Staffel in 3:35,22 min den sechsten Platz belegte. 
2020 wurde Kalma neuseeländische Meisterin im 400-Meter-Lauf.

## Persönliche Bestzeiten
- 400 Meter: 52,71 s, 26. April 2025 in Baton Rouge
  - 400 Meter (Halle): 53,41 s, 1. März 2025 in Albuquerque (neuseeländischer Rekord)